# Lacanobia oleracea
Espèce
Lacanobia oleracea (la Noctuelle potagère) est une espèce de lépidoptères (papillons) de la famille des Noctuidae, de la sous-famille des Noctuinae ou des Hadeninae selon les classifications.
Cette noctuelle est un insecte ravageur par sa chenille qui se nourrit sur une vaste gamme de plantes hôtes sauvages ou cultivées, comprenant notamment des Brassicaceae (choux), des Chenopodiaceae (betterave, épinard, chénopodes).

## Synonymes

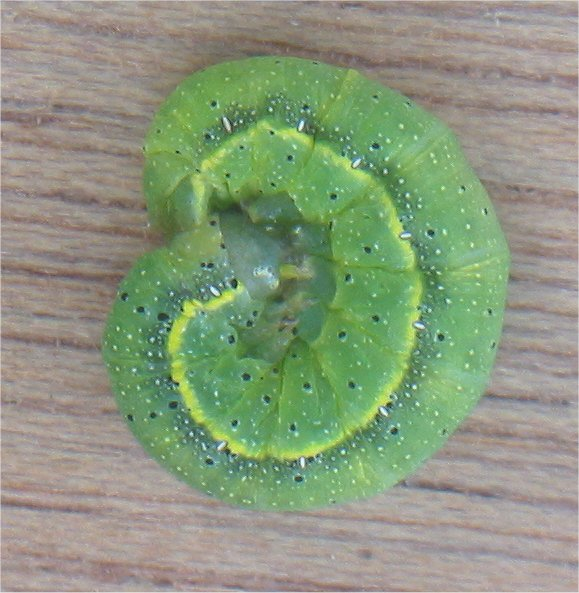
Chenille.

- Mamestra oleracea,
- Melanchra oleracea.
- Polia oleracea,

## Description
L'adulte est un papillon nocturne de 35 à 45 mm d'envergure. les ailes antérieures sont brun-rouge foncé, les ailes postérieures, plus claires que les antérieures, sont grises, plus sombres vers le termen (bord de l'aile le plus éloigné du corps).
Les larves sont des chenilles de couleur verte ou brune, de 35 à 40 mm de long. Elles portent  des rayures noires et jaunes sur le côté.
Les œufs, hémisphériques aplatis, de 0,2 mm de diamètre, sont vert vif.

## Distribution et habitat
L'aire de répartition est eurasiatique. On trouve cette noctuelle partout en Europe sauf à l'extrême nord. Elle est commune en France.
Cette espèce se rencontre un peu partout, même dans les jardins des villes et villages.

## Biologie
L'imago nocturne vole d'avril à septembre, en une à 3 générations par an.

La larve est une chenille verte polyphage. Elle se nourrit de plantes herbacées sauvages ou cultivées (salades, betteraves, choux, épinards, navets…).

## Dégâts
Les chenilles peuvent s'attaquer aux feuilles des différents légumes potagers en les dévorant et en les sectionnant à la base. En cas de prolifération, les dégâts peuvent être considérables.

## Moyens de lutte
- Piégeage des adultes ;
- Destruction des œufs ;
- Destruction des jeunes chenilles par des traitements insecticides. Les chenilles âgées résistent à tout traitement.